# خولان (شرس)

تعديل مصدري - تعديل

خولان هي إحدى قرى عزلة شرس الاسفل بمديرية شرس التابعة لمحافظة حجة، بلغ تعداد سكانها 145 نسمة حسب تعداد اليمن لعام 2004.